# Huancas
Les Huancas (ou Wanka en quechua) sont une ethnie du centre du Pérou, établie dans la vallée andine du Mantaro (Région de Junín).

## Époque précolombienne
C'était un peuple guerrier (1000 à 1460)  rival des Incas. Ils étaient peut-être confédérés avec le peuple Chancas, lui aussi féroce rival des Incas.
Il se consacrait à l'agriculture et confectionnait des céramiques à usage essentiellement domestique. Les centres urbains étaient fortifiés, toujours implantés sur les hauteurs. Les constructions étaient édifiées selon un plan circulaire avec de petites fenêtres.
Les Huancas considéraient que le berceau de leur peuple se trouvait à Huarihuillca, à 6 km au sud de la ville de Huancayo. Ils vouaient un culte au dieu Viracocha et aussi à la divinité locale Wayayo Karwincho.
Les Huancas furent soumis par les Incas sous le règne de Pachacutec par son frère, le général Capac Yupanqui (voir guerre Inca-Huanca),.
Lors de la conquête de l'Amérique du Sud par les Espagnols, les Huancas aidèrent Francisco Pizarro et ses troupes à franchir les Andes.

## Tradition huanca
La langue des Huancas est le quechua huanca. Ils parlaient cette langue bien avant l'avènement des Incas.
La ville de Huancayo se considère comme l'héritière de la tradition Huanca.
Les musiques et danses des Huancas se sont perpétuées en partie dans les danses actuelles Yaravi, huayno.